# چمشگزک
چَمَشْگَزَکْ یا چامَشْگَزَکْ نام یکی از ایل‌های قوم کرد می‌باشد. قلمرو ایشان نیز هم نام‌شان است. شرف خان بدلیسی نام دیگر چمشگزک را ایل ملکشاهی ذکر می‌کند.
ایل چمشگزک تا قبل از سده ۱۱ ه‍.ق در مناطق دیارْبَکْر و جنوب اِرْزِنْجان زندگی می‌کردند، که امروزه در کردستان ترکیه قرار گرفته‌اند. برخی محل اسکان آنان را قفقاز و شمال جمهوری آذربایجان آورده‌اند.
در گروه‌های چهل هزار خانواری از غرب ایران به ورامین، و سپس از آنجا به شمال خراسان کوچانده شدند، تا از تاخت‌وتاز ترکمن‌ها و ازبک‌ها پیشگیری کنند. گروه دیگر به غرب ایران برای دفع تجاوزات امپراتوری عثمانی کوچ نمودند.

## نام چمشگزک
نام ایل و ولایت چمشگزک در منابع به صورت‌های چامَش‌گَزَک، چَمَشکَزَک، جامَشگَزَک و چَمگَزی و چَمَزی آمده‌است.
دربارهٔ چرائی این نام‌گذاری سه یا چهار روایت مختلف به ثبت رسیده‌است:
- بنا به استناد به دانشنامه جهان اسلام و بر اساس نوشته اولیا چلبی نام ناحیه تحت قلمرو چمشگزک‌ها، که به ولایت چَمَشگَزَک معروف است، جمشید گَنزَک (به معنای قلعه جمشید) دانسته شده‌است، که غلام ثروتمند جمشید، شاه اساطیری ایران، آن را بنا کرده بود و بعدها به چمشگزک تغییر یافت و اولیا چلبی نسب این ایل را به جمشید پادشاه اساطیری ایران می‌رساند.[۱۴][۱۵][۱۶]
- اما بدلیسی، نسب امیران چمشگزک را به گفته خودشان به شخصی به نام ملکیش، از اولاد خلفای عباسی، و به روایتی دیگر به ملکشاه یا امیر سلیق‌بن علی‌بن قاسم، از شاهان سلجوقی، می‌رساند[۱۷] احتمال داده‌است که حکام چمشگزک از اولاد ملکشاه سلجوقی بوده‌اند که واژه ملکشاه، بر اثر کثرت استعمال، مَلکیش شده‌است. بنابه روایتی، ملکیش از اعقاب ملکشاه ۳۲ قلعه در ناحیه تحت قلمرو چمشگزک‌ها ایجاد کرد و فرزندان او، حتی در زمان حمله مغول و تیمور، به استقلال در این ناحیه حکومت کردند.[۴] بدلیسی همچنین روایت کرده‌است که در ۱۰۰۵ ه‍.ق قلمرو تحت حکومت چمشگزک‌ها آن‌قدر وسعت داشته‌است که در میان کردهای منطقه، به ولایت کردستان معروف بود. در حقیقت لفظ کردستان اولین بار به مناطق تحت سیطرهٔ امرای چمشگزک گفته می‌شد.[۴]
- کلیم‌الله توحدی، ادعا می‌کند که از اواخر دوره صفوی به‌تدریج نام چمشگزک جای خود را به ظفرانلو (زعفرانلو) داده‌است.[۱۸]

## جغرافیای تاریخی چمشگزک
مسکن اولیهٔ ایل چمشگزک تا پیش از سدهٔ یازدهم، نواحی دیارْبَکْر و جنوب اِرْزِنْجان بود که امروزه از ولایات ترکیه‌اند. که محل اسکان آنان را قفقاز و شمال جمهوری آذربایجان آورده‌است. به نوشته توحدی تا پیش از تشکیل دولت صفوی (ح ۱۱۳۵–۹۰۶) چمشگزک‌ها در نواحی بین مهاباد و کردستان ترکیه و ایروان پراکنده بودند. امروزه شهری به نام چمیش‌گزک در جنوب غربی ولایت تونج ایلی ترکیه وجود دارد.

## تاریخچه
درولایت چمشگزک سلسله امرائی به فرمانروایی برخاستند که نخستین امیر آنان ملک محمد نام داشته و بعد از وی پسرش ملکشاه به حکومت رسیده‌است. خاندان ملکشاهی چمشگزک در اندک مدتی قدرت و نیروی زیادی پیدا کرده و بر بسیاری دیگر از نواحی آن اطراف استیلا یافتند و حتی در دوران حکومت مغول، تیموریان و سلاطین قراقویونلو امارت خود را حفظ کردند. نخستین امیر قدرتمند چمشگزک امیر ملکشاه بن محمد بود. ملکشاه امیری شایسته، با اطلاع و معلومات کافی از امور کشور داری بوده‌است و به علت قدرتی که داشته به فکر استقلال قلمرو خود افتاده و به این منظور در سال ۵۹۶ هجری قمری در مقابل سلطان سلجوقی قد علم کرد و بر مناطق وسیعی استیلا یافت اما عاقبت در سال ۵۹۸ هجری قمری به دست سلیمان بن قلیچ ارسلان سلجوقی کشته شد. پس از کشته شدن ملکشاه پسرش مَلِک محمد بر سریر امارت نشست و از نو در احیای امارت موروثی چمشگزک کوشید و آن را سر و سامانی دوباره داد و بر قلمرو پیشین پدرش دست یافت.
در زمان قراقوینلوها (حک: ح ۷۷۷–۸۷۳)، حکام چمشگزک و نواحی اطراف به اطاعت امیریوسف درآمدند که امارت پدرش قرامحمد را به دست گرفته بود. در زمان اوزون حسن آق‌قوینلو (حک: ۸۵۷–۸۸۲)، که قصد قلع و قمع دودمانهای محلی مرتبط با قراقوینلوها را داشت، شیخ حسن، امیر جوان چمشگزک، هجوم خربنده‌لوها به چمشگزک را دفع کرد و اعقاب وی تا زمان شاه اسماعیل یکم صفوی (حک: ۹۰۵–۹۳۰) استقلال خود را حفظ کردند.
سلطان محمد دوم عثمانی پس از غلبه بر حسن بیگ بایندوری، نامه‌ای به حاج رستم بیگ چمشگزگ، نوه امیر شیخ حسن، نوشت و از وی طلب همراهی کرد اما حاج رستم بیگ چمشگزگ دعوت او را قبول ننموده و قلعه کماخ را به عثمانی‌ها تسلیم نکرد. شاه اسماعیل یکم صفوی در ۹۱۲ ه‍. ق، نورعلی خلیفه، از امرای قزلباش، را برای تسخیر ولایت چمشگزک فرستاد. حاجی رستم‌بیگ، چمشگزک را تسلیم نورعلی خلیفه کرد و خود به خدمت شاه اسماعیل یکم رسید. شاه نیز ناحیه‌ای از توابع عراق را در عوض ولایت چمشگزک به او داد. مردم چمشگزک به سبب رفتار ظالمانه نورعلی خلیفه و کشتار عده بسیاری از عشایر ملکیشی، با او مخالفت کردند و پیکی نزد حاج رستم بیگ چمشگزگ در عراق فرستادند، اما هم‌زمان جنگ چالدران میان شاه اسماعیل یکم صفوی و سلطان سلیم اول عثمانی درگرفت و حاجی رستم‌بیگ که در رکاب شاه اسماعیل یکم صفوی بود، در جنگ کشته شد. پیرحسین‌بیگ، فرزند حاج رستم بیگ چمشگزگ، با شنیدن خبر قتل پدرش از قلمرو حکومت پدرش حاج رستم بیگ چمشگزگ در عراق با این تصمیم که به ملازمت سلاطین چراکسه مصر در آید عزم سفر نمود، ولی در اثنای راه ممای بیگ حاکم ملطیه او را تشویق کرد که برای انتقام گرفتن از نور علی خلیفه قزلباش به سلطان سلیم اول بپیوندد. پیر حسین بیگ پند و راهنمایی او را به کار بست و در آماسیه به سلطان سلیم اول (حک: ۸۷۲–۹۲۶) پیوست. سلطان از شهامت و بی‌باکی او بسیار خوشش آمد و به محمد پاشا میرمیران مرعیشی فرمان نوشت که به همراهی پیرحسین بیگ، چمشگزک را از نیروهای نور علی خلیفه باز پس گیرد و در اختیار پیر حسین بیگ قرار دهد. پیر حسین بیگ قبل از آنکه نیروهای محمد پاشا میرمیران مرعیشی برسند، با سپاهی از مردم چمشگزک به نبرد با نورعلی خلیفه برخاست و در اندک مدتی نیروهای نور علی خلیفه قزلباش را شکست داد و او را به قتل رساند. او سی‌سال بر چمشگزک حکومت کرد و یکی از امرای توانای چمشگزک شد. پس از مرگ پیرحسین‌بیگ در ۹۵۱ ه‍. ق، فرزندان او بر سر جانشینی توافق نکردند.
از پیر حسین بیگ ۱۶ پسر بر جای ماند: ۱- خالد بیگ ۲- محمدی بیگ ۳- رستم بیگ ۴- یوسف بیگ ۵- پیلتن بیگ ۶- کیقباد بیگ ۷- بهلول بیگ ۸- محسن بیگ ۹- یعقوب بیگ ۱۰- فرخشاد بیگ ۱۱- علی بیگ ۱۲- کلابی بیگ ۱۳- کیخسرو بیگ ۱۴- کیکاوس بیگ ۱۵- پرویز بیگ ۱۶- یلمان بیگ، که هر کدام دم از حکومت جداگانه می‌زدند و حاضر از اطاعت از بزرگتر خود نبودند، سرانجام قلمرو حکومت چمشگزک به سه قسمت تقسیم شد؛ «مجنکُرد»، «پرتک» و «سُقمان». ناحیه «مجنکُرد» به امیر محمدی بیگ، ناحیه «پرتک» به رستم بیگ و ناحیه «سُقمان» به کیخسرو بیگ رسید.

## مهاجرت چَمَشگَزَک‌ها
چمشگزک‌ها شاه عباس بزرگ صفوی (حک: ۹۹۶–۱۰۳۸) را هنگام حمله ازبک‌ها به ایران یاری کردند و امیران چشمگزک (شاه علی‌خان، شاهقلی سلطان) در لشکرکشیهای شاه برای مقابله با ازبکها حضور داشتند. شاه عباس در ۱۰۱۱ ه‍. ق، چهل هزار خانوار و به روایتی (چهل هزار نفر) از کردهای چمشگزک را، به منظور پیشگیری از حمله ازبکها به مرزهای خراسان، به نواحی قوچان و بجنورد و جاجرم و کالپوش - که در دست طایفه گرایلی بودند - کوچاند. از این پس، سراسر خراسان شمالی در اختیار چمشگزکها قرار گرفت. با اسکان چمشگزکها در مناطق یاد شده، میان آنان و گرایلی‌ها درگیریهایی به وجود آمد و سرانجام، گرایلی‌ها از این نواحی بیرون رانده شدند.
علیرضا اسدی دربارهٔ خاستگاه ایل ملکشاهی چَمَزی چنین می‌نویسد: طایفه‌های گرزدین وند ایل ملکشاهی چمزی، بخش مهمی از ایل بزرگ ملکشاهی می‌باشند که از تبار کردهای کرمانج از اقوام ماد شمرده می‌شوند. جد بزرگ آنان امیر عالیجاه شه میر و حاج رستم بیگ چمشگزگ از اعقاب و اولاد امیر کُرد ملکشاه (ملکیش) چمشگزک هستند که از امرای ایل ملکشاهی چمشگزک کُرد و در واقع از حاکمان کردستان، در درسیم کردستان ترکیه و ناحیه ملکشاهی در استان ایلام شمرده می‌شدند که به ناحیه پشتکوه استان ایلام مهاجرت کرده‌اند. زمان مهاجرت این خاندان به پشتکوه مشخص نیست، اما به احتمال زیاد هم‌زمان با کوچ بزرگ کردهای کرمانج چمشگزک به شمال شرقی ایران در دوره صفویه برای پیشگیری از تجاوزات ازبکان، امیران کنفدراسیون چمشگزک به نواحی غرب ایران برای پیشگیری از تجاوزات عثمانی‌ها مهاجرت نمودند. وجود شجره نامه و مشترکات نژادی و زبانی و همچنین اسامی و القاب و مهم‌تر از همه عنوان امرای عالیجاه و توشمالان ملکشاهی چمزی در اسناد به جا مانده از آن دوران، این ادعا را به خوبی اثبات می‌نماید.
جهان‌بیگلوها طایفه‌ای دیگر از چمشگزک‌ها بودند که به‌احتمال زیاد در همین زمان در نواحی مرزی خراسان و مازندران اسکان یافتند.

## تاریخ مهاجران چمشگزک؛ اواخر صفویه تا اواخر افشاریه
با قدرت گرفتن میر ویس (از رؤسای طایفه غَلزائی) در قندهار و تصرف آن شهر، شاه سلطان حسین در ۱۱۲۸ جمعی از ایل‌های، ازجمله چمشگزک، را برای جنگ به قندهار فرستاد. کردهای چمشگزک در ۱۱۲۹ در جنگ با افغانان ابدالی نیز شرکت داشتند، اما به سبب کینه دیرینه‌شان نسبت به صفی‌قلی‌خان، فرمانده سپاه و داروغه اصفهان، از جنگ پرهیز کردند و در نتیجه سپاه ایران شکست خورد. با قدرت گرفتن شاه طهماسب دوم صفوی (حک: ۱۱۳۵–۱۱۴۵) بزرگانِ ایل به شاه ابراز وفاداری کردند و در قوچان به اردوی او پیوستند. در ۱۱۳۶، نادر به قصد تصرف محالّ کردستان به سوی قوچان حرکت کرد و از اطراف اَتَک تا سرحد قوچان به جمع‌آوری سپاه پرداخت. برخی طایفه‌های چمشگزک از پیوستن به او خودداری کردند. نادر در حوالی قوچان دربارهٔ مسئله اتحاد با آنان با محمدحسین‌خان زعفرانلو، وکیل ایل، صحبت کرد، اما آنان موافقت نکردند و در ۱۱۳۷ از شاه طهماسب خواستند با آن‌ها برضد نادر متحد شود و او را از سر راه بردارد و سپس اشرف افغان را خلع کند، اما با حمله نادر به قوچان (مرکز چمشگزک‌ها) جعفرقلی‌بیگ شادلو، از رؤسای چمشگزک، کشته شد و شاه طهماسب به مشهد گریخت. پس از این، چمشگزکها در بسیاری از جنگها، ازجمله جنگ با ترکمانان در ۱۱۴۷، تسخیر بلخ در ۱۱۴۹ و تسخیر قندهار در ۱۱۵۱، نادر را یاری کردند. در سال‌های پایان حکومت نادر، در ۱۱۶۰، خان‌های کردستان به‌دلیل افزایش مالیات، از اردوی نادر گریختند و به قوچان رفتند. خانهای کرد منطقه به همراه ریش‌سفیدان چمشگزک در کوه آلاداغ پناه گرفتند و سپاهی برای نگهبانی قلعه قوچان گماشتند. در همین سال نادر کشته شد و برادرزاده‌اش عادل‌شاه در مشهد به سلطنت رسید. او نیز روانه قوچان شد و کردهای چمشگزک را سرکوب کرد.

## عنوان‌های تاریخی سران چمشگزک
رؤسای ایل چمشگزک بنا به گفته بدلیسی میر یا امیر نامیده می‌شدند. بزرگِ ایل چمشگزک، که تا قبل از دوره شاه عباس ایلخان نامیده می‌شد، در این زمان به امیرچَمَشگَزَک و در اواخر دوره صفوی به وکیل‌الاکراد یا خان معروف شد. خان مقامی بالاتر از سلطان داشت. در زمان نادرشاه لقب بیگلربیگی متداول شد که در زمان قاجار دوباره به ایلخانی تغییر یافت.